# Флотантне биљке
Флотантне биљке или плутајуће, су хидрофите чији листови плутају на води или штрче изнад ње. 

## Карактеристике
Ово су углавном цветнице са или дугим и савитљивим лисним дршкама или са јако издуженим стаблом. Бројне врсте се одликују и терестричним обликом који опстаје у муљу када се вода повуче или насељава влажно земљиште на ободу воденог басена. Цветови су најчешће издигнути изнад воде, ретко су и они плутајући или потопљени, као што је случај код Ceratophyllum.

## Станиште
Насељавају део литорала где је дубина воде од једног до три метра, на местима где су заштићене од ветра и где су покрети воде минимални.

## Подела
Ове биљке се могу поделити на две групе у зависности од тога да ли се укорењују или не. Уколико се не укорењују, оне слободно лебде у води, као што је случај са врстама Salvinia natans и Lemna minor. Без обзира што се не укорењују оне могу да имају корен, који може да буде чак и моћно развијен. Корење је некада и зелено, јер у епидермису садржи хлорофил. Неке врсте се накнадно укорењују. Биљке које се укорењују су на пример врсте Nuphar luteum и -{Potamogeton natans. По правилу имају добро развијене ризоме.